# Crimson
«Crimson» англ. малиновий — концептуальний альбом шведського дез-метал гурту Edge Of Sanity. Альбом містить лише один трек тривалістю 40 хвилин.
Альбом розповідає про постапокаліптичне майбутнє людей, які втратили можливість до народження дітей. У цей час у родині Короля та Королеви народжується дівчинка, яку вважають той, хто навчить знову людей народжувати людей. Але люди не знають, що та дитина народилася не від Короля, а від Бога, мета якого знищити людство та Землю…
Альбом був записаний та вийшов у 1996 році на лейблі Black Mark Records.
Склад гурту:
- Дан Свано (Dan Swano) — Center Rhythm and Harmony Guitar, Clean and Acoustic Guitar, Keyboards, Vocals
- Andreas Axelsson — Right Guitar
- Benny Larsson — Drums, Inspiration
- Anders Lindberg — Bass Guitar
- Sami Nerberg — Left Guitar

Запрошені музиканти:
- Anders Mareby — Death-Cello Bizarre
- Мікаель Акерфельдт (Mikael Akerfeldt) — Lead Guitar & Additional Vocals